# پیروگوفکا
پیروگوفکا (به لاتین: Pirogovka) یک منطقهٔ مسکونی در روسیه است که در استان آستراخان واقع شده‌است.